# Exetastes
Exetastes is een geslacht van vliesvleugelige insecten (orde Hymenoptera) uit de familie van de gewone sluipwespen (Ichneumonidae).

## Soorten
- E. abdominalis Cresson, 1865
- E. adpressorius (Thunberg, 1822)
- E. adustus Chandra & Gupta, 1977
- E. aethiops Rudow, 1886
- E. affinis Cresson, 1865
- E. albicoxa Townes, 1978
- E. albiger Kriechbaumer, 1886
- E. albitarsis Provancher, 1874
- E. albomaculatus Meyer, 1921
- E. alexejevi Kuslitzky, 2007
- E. alpius (Heinrich, 1952)
- E. alticola Cushman, 1937
- E. allopus Meyer, 1927
- E. amancoi Gauld & Ugalde, 2002
- E. angustithorax Rey del Castillo, 1990
- E. angustoralis Cushman, 1937
- E. annulator Morley, 1916
- E. atlanticus Rey del Castillo, 1990
- E. atrator (Forster, 1771)
- E. bifenestratus Cushman, 1937
- E. bilineatus Gravenhorst, 1829
- E. bimaculatus (Uchida, 1928)
- E. bioculatus Cresson, 1872
- E. bituminosus Cushman, 1937
- E. brevicornis Cushman, 1937
- E. buccatus Cushman, 1937
- E. caeruleus Cresson, 1865
- E. caliginosus (Walley, 1931)
- E. calobatus Gravenhorst, 1829
- E. callipterus Cushman, 1937
- E. carinatifrons Cushman, 1937
- E. carinatus Cushman, 1937
- E. comatus Viktorov, 1967
- E. confidens Townes, 1978
- E. cornaroae Kittel, 2016
- E. costaricensis (Cameron, 1886)
- E. crassivena Townes, 1978
- E. crassus Gravenhorst, 1829
- E. crousae Kittel, 2016
- E. curvator Aubert, 1977
- E. cushmani Townes, 1978
- E. cyaneus Szepligeti, 1914
- E. degener (Gravenhorst, 1829)
- E. demerus Gauld & Ugalde, 2002
- E. desertus Kuslitzky, 2007
- E. deuteromaurus Dalla Torre, 1901
- E. diakonovi (Meyer, 1927)
- E. dichrous Cushman, 1937
- E. discretus (Morley, 1917)
- E. eithus Gauld & Ugalde, 2002
- E. engelhardti Townes, 1978
- E. fasciatus Brulle, 1846
- E. fascipennis Cresson, 1865
- E. femorator Desvignes, 1856
- E. flavofasciatus Chandra & Gupta, 1977
- E. flavus Cushman, 1937
- E. fornicator (Fabricius, 1781)
- E. fukuchiyamanus Uchida, 1928
- E. geniculosus Holmgren, 1860
- E. georginae Gauld & Ugalde, 2002
- E. gracilicornis Gravenhorst, 1829
- E. gussakovskii Meyer, 1929
- E. hamatus Gauld & Ugalde, 2002
- E. hastatus Viktorov, 1958
- E. holomelaenus Meyer, 1927
- E. hungaricus (Bajari, 1959)
- E. ichneumoniformis Gravenhorst, 1829
- E. igneipennis Cushman, 1937
- E. illinoiensis (Walsh, 1873)
- E. illusor Gravenhorst, 1829
- E. illyricus Strobl, 1904
- E. inquisitor Gravenhorst, 1829
- E. inveteratus Brues, 1910
- E. ishikawensis Uchida, 1928
- E. kenagai Townes, 1978
- E. komarovi Kokujev, 1904
- E. kotenkoi Kuslitzky, 2007
- E. kravitus Gauld & Ugalde, 2002
- E. laevigator (Villers, 1789)
- E. larinus Townes, 1978
- E. lasius Cushman, 1937
- E. longipes (Smith, 1878)
- E. lorinus Gauld & Ugalde, 2002
- E. lucifer Morley, 1913
- E. luteofacies Chandra & Gupta, 1977
- E. madecassus Seyrig, 1934
- E. majevskajae Kuslitzky, 2007
- E. manchuricus Naora, 1933
- E. maurus Desvignes, 1856
- E. mexicanus Cresson, 1874
- E. moczari Momoi, 1973
- E. mongoliensis Kuslitzky, 1979
- E. navetus Gauld & Ugalde, 2002
- E. nematura Townes, 1978
- E. niblus Gauld & Ugalde, 2002
- E. nigellus Chandra & Gupta, 1977
- E. nigripes Gravenhorst, 1829
- E. nigritibialis Chandra & Gupta, 1977
- E. nitidus Cameron, 1906
- E. notatus Holmgren, 1860
- E. obscurus Cresson, 1865
- E. ocellaris Kuslitzky, 2007
- E. ocellatus Rey del Castillo, 1990
- E. ometus Gauld & Ugalde, 2002
- E. ornatus Cushman, 1937
- E. pallidus Cushman, 1937
- E. paradoxus Meyer, 1929
- E. pasculus Gauld & Ugalde, 2002
- E. paucidens Townes, 1978
- E. pectinatus Cushman, 1937
- E. peronatus Cameron, 1906
- E. pictus Cushman, 1937
- E. pillosus Meyer, 1929
- E. pilosus (Brischke, 1892)
- E. pivai Gauld & Ugalde, 2002
- E. postornatus Theobald, 1937
- E. pratensis Townes, 1978
- E. propinquus Cushman, 1937
- E. purpureus Cushman, 1937
- E. quarus Gauld & Ugalde, 2002
- E. rempeli Townes, 1978
- E. rhampha Townes, 1978
- E. ridens Cushman, 1937
- E. robustus Gravenhorst, 1829
- E. rubrinotum Morley, 1915
- E. rufifemur Horstmann & Yu, 1999
- E. rufiventris (Brulle, 1846)
- E. sapporensis Uchida, 1931
- E. scabriceps Townes, 1978
- E. scutellaris Cresson, 1865
- E. schuttei Gauld & Ugalde, 2002
- E. segmentarius Perez, 1895
- E. septum Cushman, 1937
- E. songicus Sheng & Sun, 2008
- E. suaveolens Walsh, 1873
- E. syriacus Schmiedeknecht, 1910
- E. taiwanensis Kusigemati, 1986
- E. tarsalis Cresson, 1874
- E. telengai Townes, Momoi & Townes, 1965
- E. tibialis Pfankuch, 1921
- E. tisiphone Morley, 1913
- E. tobiasi Kuslitzky, 2007
- E. tomentosus (Gravenhorst, 1829)
- E. tricolor Chandra & Gupta, 1977
- E. tuberculus Kuslitzky, 2007
- E. vacillans (Cameron, 1897)
- E. violaceipennis (Cameron, 1906)
- E. vittatipes Cresson, 1874
- E. zelotypus Cresson, 1879
- E. ziegleri (Gravenhorst, 1829)